# Trans Canada Highway
A Trans Canada Highway a skót Boards of Canada elektronikus zenei formáció EP-je. 2006. május 29-én jelent meg a Warp Records gondozásában, bár a hivatalos oldal szerint eredetileg június 6-ára tervezték a kiadást. Az eredeti dátumra magyarázatot ad, hogy így 06/6/6-ra jött volna ki, ami a Geogaddi albumon sokszor használt 666-os motívumra utal. A bakelit verzió fehér színű lemezre nyomva jelent meg.

## Videóklip
Az EP tartalmazza a duó első klipjét is, amelyet Melissa Olson rendezett. A 2005-ös The Campfire Headphase albumon is szereplő Dayvan Cowboy c. szerzeményhez készült videó több videó- és filmklipet ollóz össze egy egybefüggő narratíva kialakítása érdekében. A rövidfilm Joseph Kittinger 1960-as rekordmagasságú ejtőernyős ugrásának képeivel indít, ami fokozatosan vált át a Laird Hamiltonról készült videóra, amin a szörföst láthatjuk, ahogyan becsapódik a tengerbe miután az ejtőernyője kinyílt. Ezután a férfi szörfdeszkát ragad és meglovagolja a hullámokat.

## Borító
A lemez borítóját egy 1977-es Dodge Trucks alkatrészkatalógus címlapjából készítették.

## Feldolgozások
2011-ben Solange Knowles amerikai R&B-énekes kiadta a Left Side Drive c. szám szöveges verzióját.

## Számlista
| 1.    | Dayvan Cowboy                    | 5:01 |
| 2.    | Left Side Drive                  | 5:20 |
| 3.    | Heard from Telegraph Lines       | 1:09 |
| 4.    | Skyliner                         | 5:40 |
| 5.    | Under the Coke Sign              | 1:31 |
| 6.    | Dayvan Cowboy (Odd Nosdam Remix) | 9:19 |
| 28:00 |                                  |      |